# Ibn Battuta (cràter)
Ibn Battuta és un petit cràter d'impacte de la Lluna, que es troba dins del Mare Fecunditatis, una mar lunar de la part est de la cara visible de la Lluna. Es troba al sud del cràter Lindbergh, i al nord-est del prominent cràter Goclenius.
Cap al sud i oest d'Ibn Battuta el sòl de la mare conté diversos cràters fantasma, que consisteixen en cràters que han estat coberts per materials volcànics, o material ejectat en la formació d'altres cràters. Aquests només poden ser vists sota condicions de llum obliqua, quan el terminador matutí o nocturn es troba en les rodalies.
El cràter és circular i simètric, amb un ampli interior. Amb parets interiors inclinades té una albedo lleugerament superior que el material de la mare, però l'interior del cràter és tan fosc com la mare. A part d'uns petits cràters a l'interior, prop del bord oest, no existeixen marques importants al seu interior.
El cràter va ser designat prèviament com Goclenius A, abans que la Unió Astronòmica Internacional decidís canviar-ne el nom en honor de l'escriptor i explorador àrab del segle XIV Ibn Battuta.